# V389 Близнецов
V389 Близнецов (лат. V389 Geminorum, HD 57182) — двойная затменная переменная звезда типа Алголя (EA) в созвездии Близнецов на расстоянии приблизительно 586 световых лет (около 180 парсек) от Солнца. Видимая звёздная величина звезды — от +8,92m до +8,74m. Орбитальный период — около 1,0478 суток. Возраст звезды определён как около 11 млн лет.

## Характеристики
Первый компонент — белая звезда спектрального класса A2. Масса — около 1,7 солнечной, радиус — около 1,63 солнечного, светимость — около 7,932 солнечных. Эффективная температура — около 7663 К.

## Планетная система
В 2019 году учёными, анализирующими данные проектов HIPPARCOS и Gaia, у звезды обнаружена планета.